# Ескудо Кабо-Верде
Еску́до Кабо-Верде (порт. Cabo Verde Escudo, португальською та мовою кабувердьяну вимовляється як «ешку́ду») — національна валюта Кабо-Верде, введена в обіг 1 липня 1977 року.
Емісію валюти здійснює Банк Кабо-Верде. У готівковому обігу перебувають банкноти номіналом 100, 200, 500, 1000, 2000, 2500, 5000 ескудо, а також монети номіналом 1, 5, 10, 20, 50, 100, 200 ескудо.
Міжнародне позначення валюти — CVE.

## Опис
Ескудо Островів Зеленого Мису (з 1986 — Кабо-Верде) — перша національна грошова одиниця країни; введена у 1976 р. замість португальського заморського ескудо, що випускався для колоній.
Ескудо Кабо-Верде є неконвертованою валютою, курс якої встановлює уряд з прив'язкою до так званого «кошика валют», до якого входить ряд грошових одиниць Західної Європи і, звичайно ж, долар США. Вивіз ескудо з країни вільний.
Назва національної валюти нагадує про колоніальне минуле країни та походить від іспанського слова «щит».
Характерною особливістю банкнот, які останнім часом випускає Банк Кабо-Верде, є те, що усі вміщені на них зображення розташовані вертикально, часто це стосується і позначення номіналу.

### Банкноти
Лицьова сторона банкноти номіналом 200 ескудо, що має розміри 121×62 мм та переважно бірюзово-охристе забарвлення, прикрашає зображення пакетбота «Ернестіна»; на зворотному боці цієї купюри зображено будівлю аеропорту, літаки і антени. Для захисту справжності банкноти використовуються водяний знак (портрет Амілкара Кабрала — національного героя Гвінеї-Бісау і Кабо-Верде) і захисна нитка, що проходить праворуч від центру купюри.
На лицьовій стороні банкнот номіналом у 1000 ескудо Кабо-Верде зображено портрет Антоніо Ауреліо Гонсалвіша (1902–1986 рр.), письменника, який зробив великий внесок у розвиток літератури Кабо-Верде, на зворотному боці — дерево драцена. Купюра виконана у фіолетово-червоно-жовтих тонах.

### Монети
Після здобуття незалежності Кабо-Верде у 1977 році, були випущені монети номіналом у 20 і 50 сентаво, 1, 2 1/2, 10, 20 і 50 ескудо. Монети сентаво вироблялися з алюмінію, 1 і 2 1/2 ескудо з нікель-бронзового сплаву, монети вищих номіналів — із мідно-нікелевого сплаву.
Монети, що використовуються у наш час, введені в обіг у 1994 році: 1 ескудо зі сталі, покритої латунню, 5 ескудо з мідненням сталі, 10, 20 і 50 ескудо з нікельованої сталі, а також біметалічні, декагональні 100 ескудо.
Для монети будь-якого номіналу існує три діючі різновиди оформлень, що відрізняються реверсами, на яких можуть бути зображені птах, рослини або корабель. Останній різновид досить рідко зустрічається в готівковому обігу. Натомість, на реверсі монет номіналом 100 ескудо зразка 1994 зображений папа римський, що благословляє обома руками й дивиться на монету. Ця монета була випущена на честь візиту понтифіка у Кабо-Верде. Монета 200 ескудо була випущена у 2005 році в ознаменування 30-річчя незалежності.

## Галерея

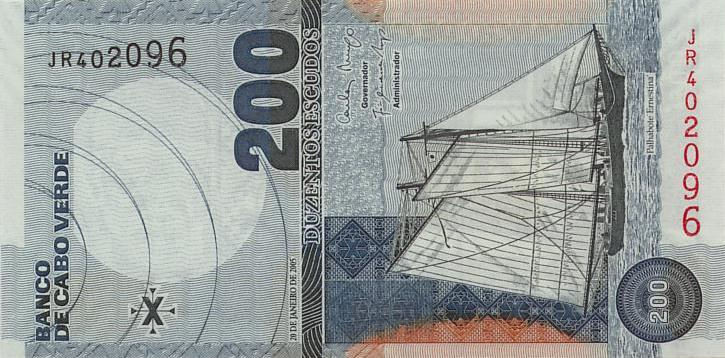
Аверс банкноти у 200 ескудо Кабо-Верде
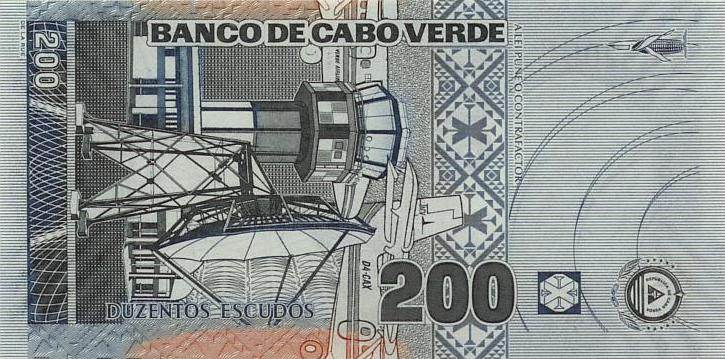
Реверс банкноти у 200 ескудо Кабо-Верде
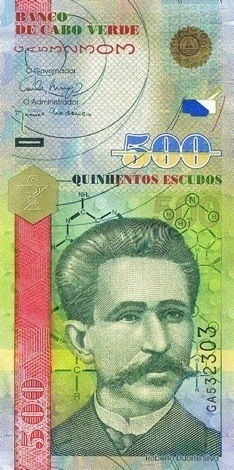
500 ескудо
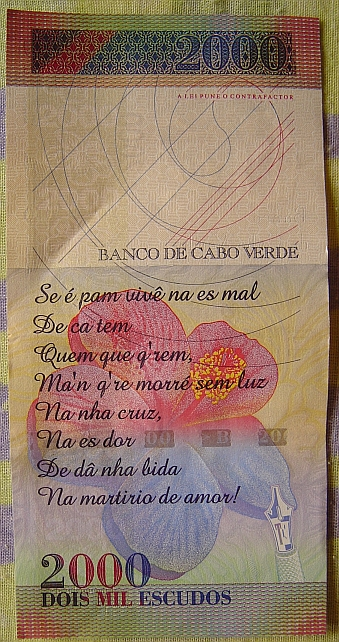
2000 ескудо, 2006
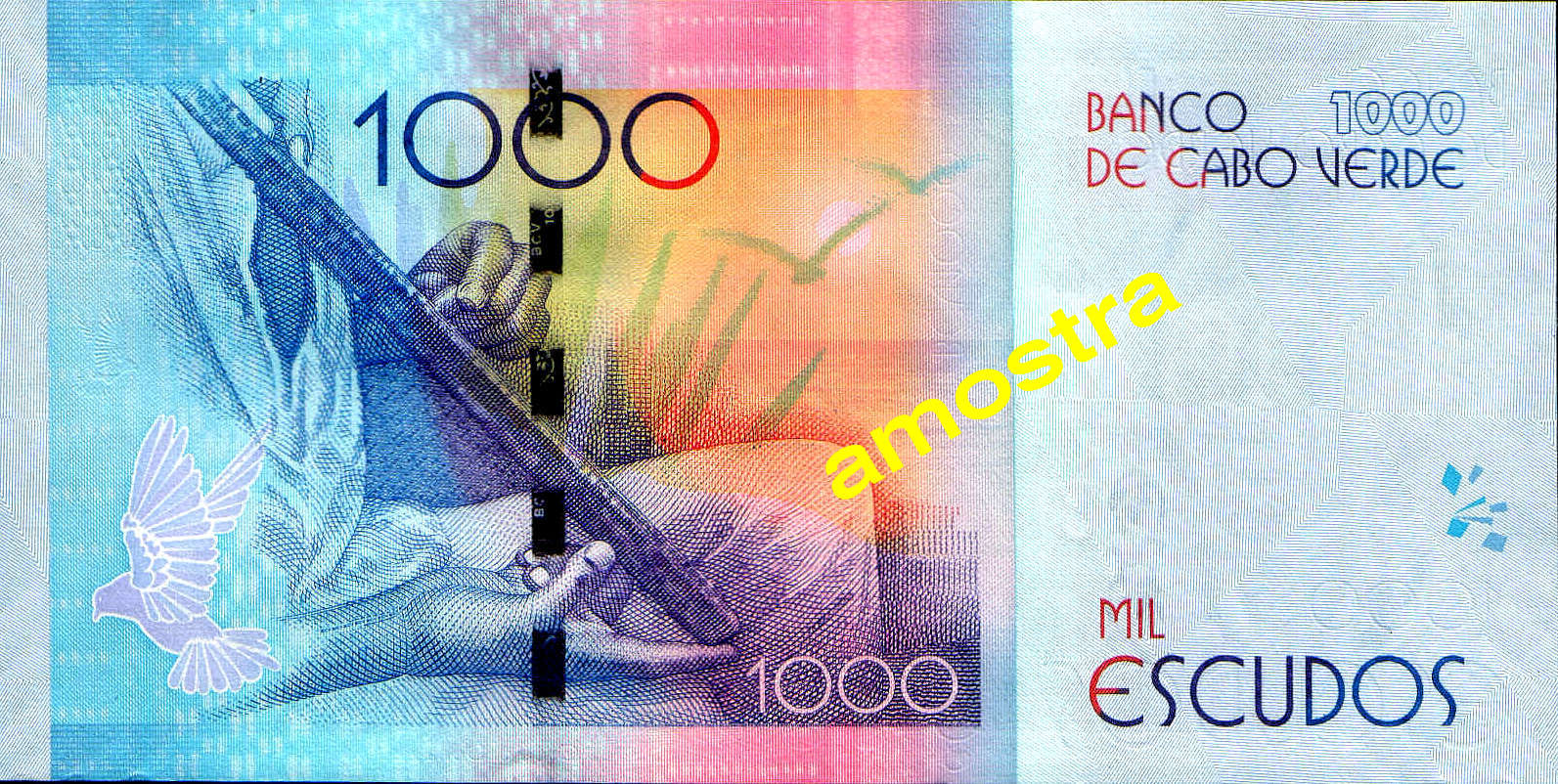
1000 ескудо, 2014
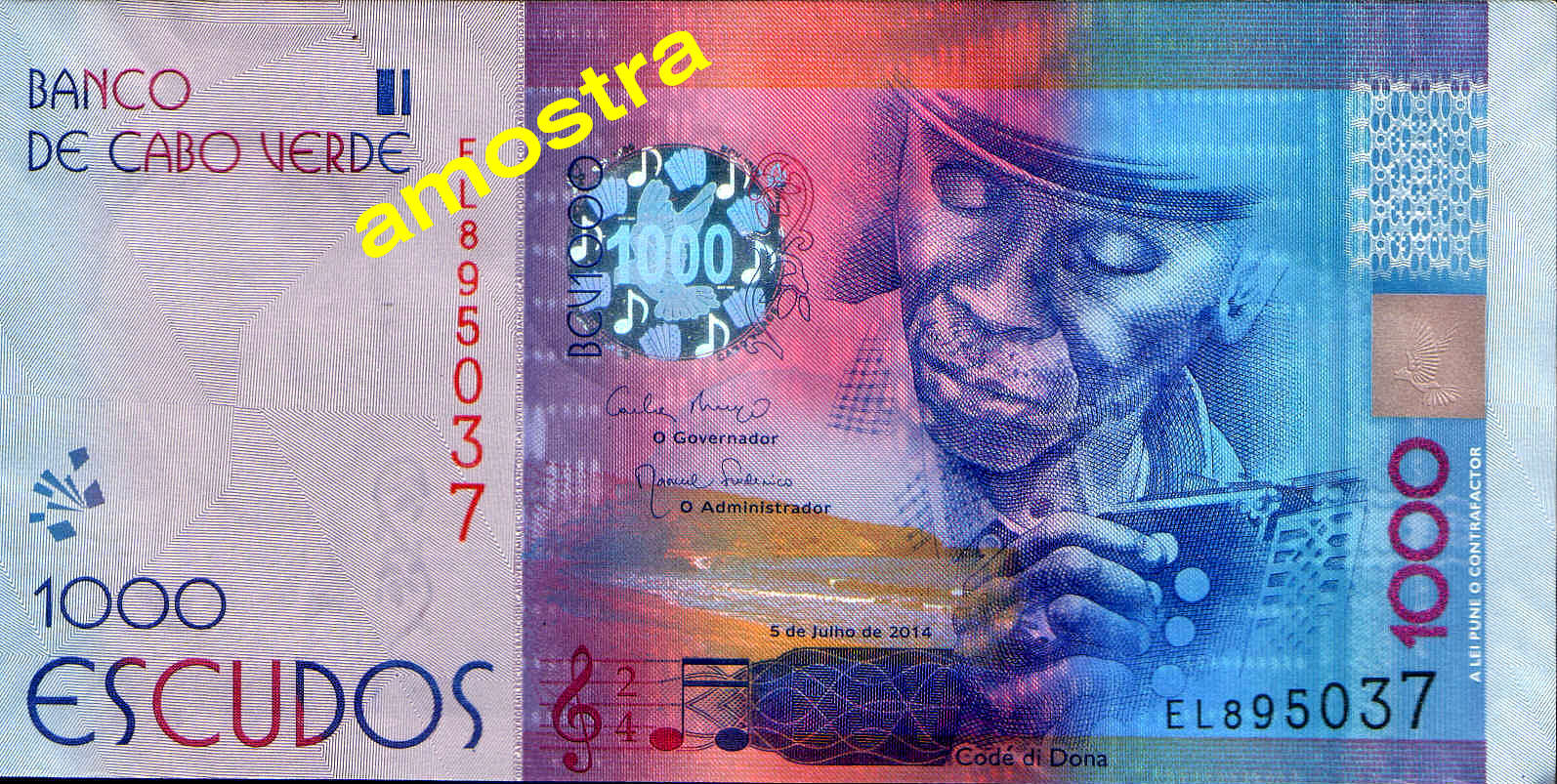
1000 ескудо, 2014
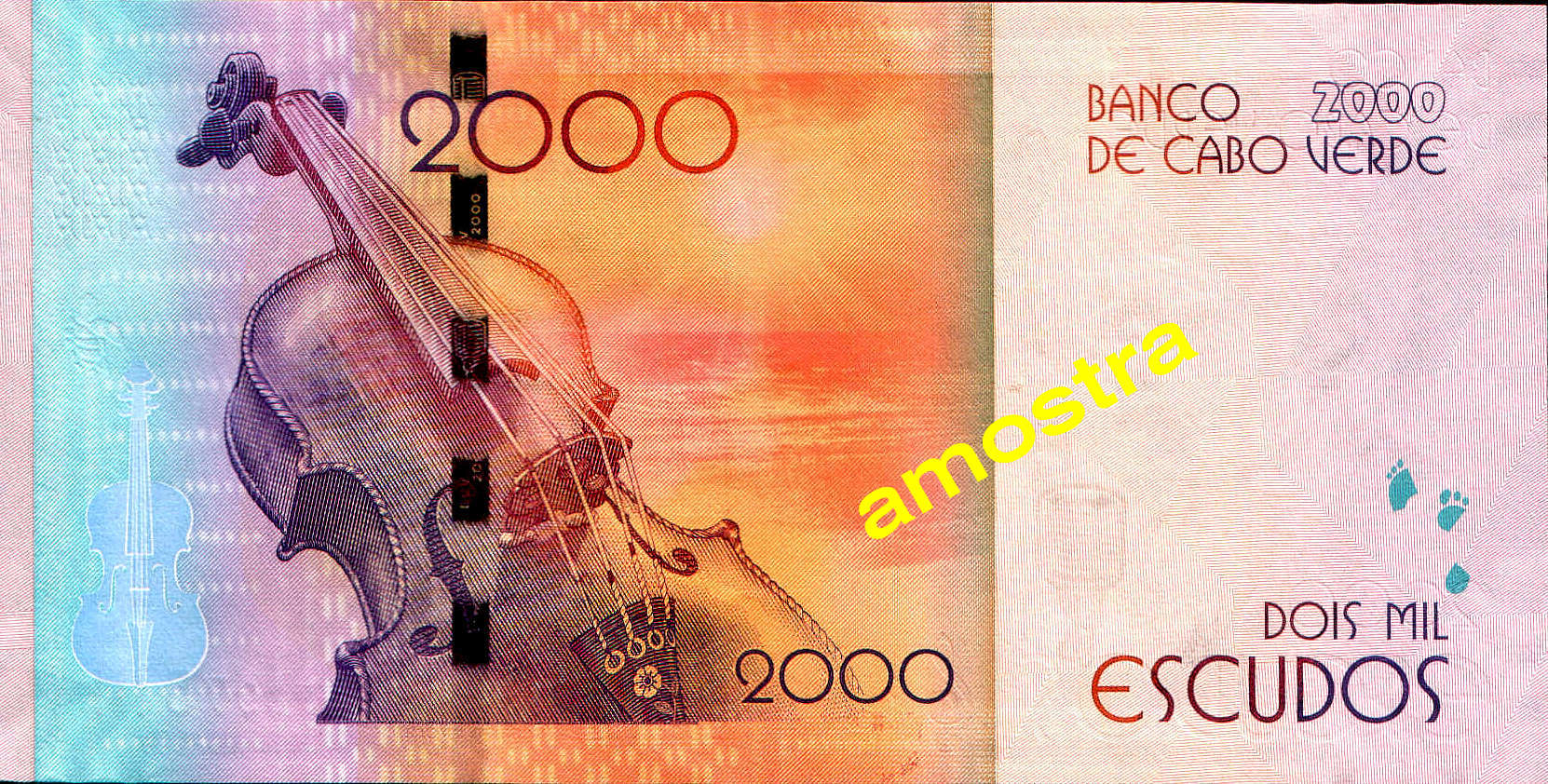
2000 ескудо, 2014
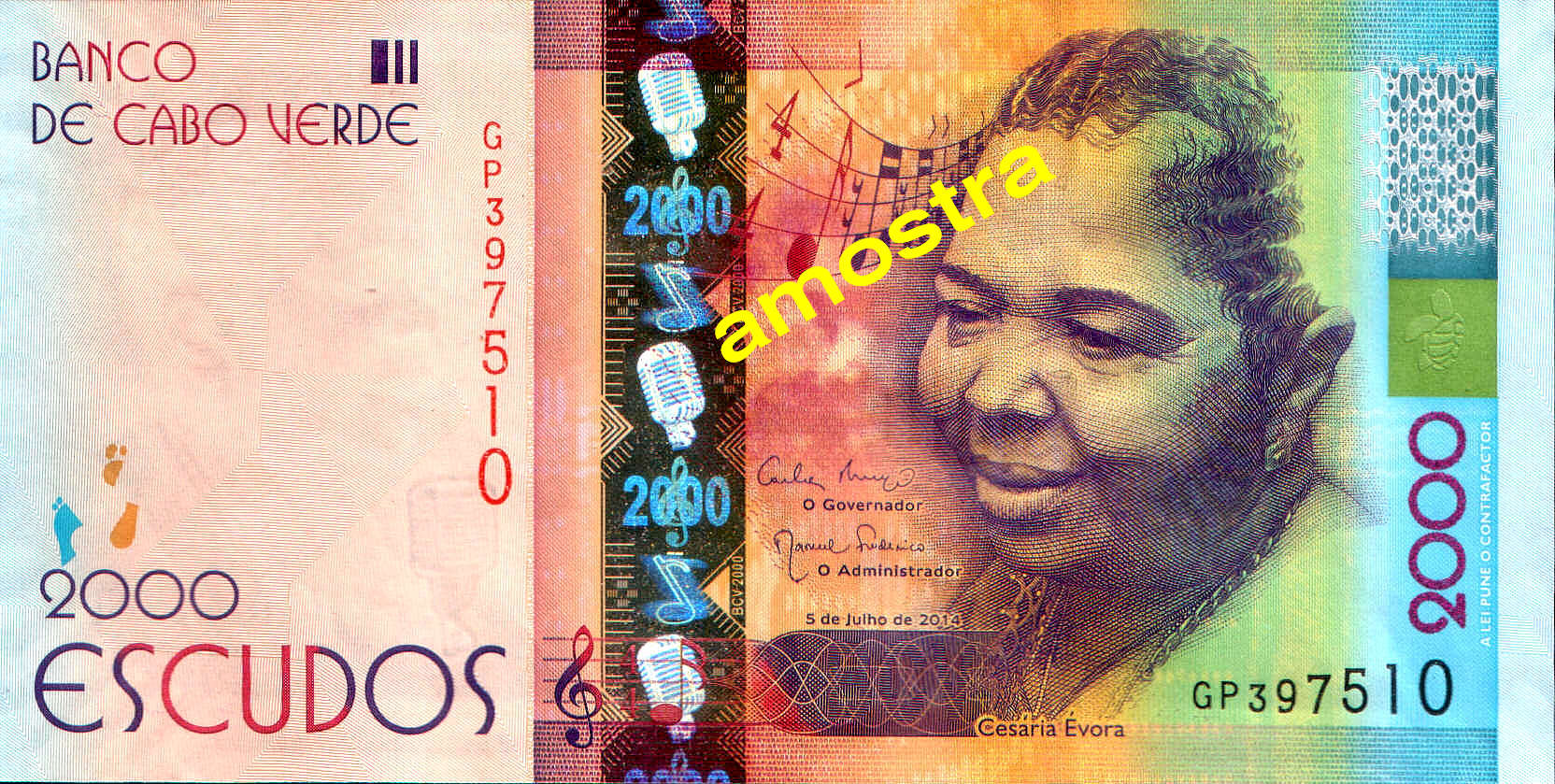
2000 ескудо, 2014